# شهرستان کانگباو
شهرستان کانگباو (به لاتین: Kangbao County) یک منطقهٔ مسکونی در چین است که در جانگجیاکو واقع شده‌است.